# Accords de positionnement stratégique
Vous pouvez aider à l'améliorer ou bien discuter des problèmes sur sa page de discussion.
- Il ne s’appuie pas, ou pas assez, sur des sources secondaires ou tertiaires. (Marqué depuis août 2020)

- Archive Wikiwix
- Bing
- Cairn
- DuckDuckGo
- E. Universalis
- Gallica
- Google
- G. Books
- G. News
- G. Scholar
- Persée
- Qwant
- (zh) Baidu
- (ru) Yandex
- (wd) trouver des œuvres sur Wikidata

 (août 2020).
Les accords de positionnement stratégique ratifiés fin août 2017, sont le fruit d'un processus politique qui a démarré en septembre 2016, à l'occasion du Forum RUN (Réseau Urbain Neuchâtelois) organisé à La Tène, réunissant plus d'une centaine de conseillers communaux neuchâtelois, de représentants régionaux et de cadres de l'État, ainsi que le Conseil d'État in corpore. À cette occasion, les autorités et autres participants ont pu partager leur vision du développement de chacune des régions et des enjeux cantonaux. Cette réflexion a marqué le point de départ de la démarche qui a amené le Conseil d'État ainsi que les délégués politiques des quatre régions, accompagnés par le Comité directeur RUN, à travailler de concert pour définir le contenu des accords.
Un bilan sur les APS a été effectué lors du 8e Forum du RUN, réunissant le Réseau Urbain Neuchâtelois, le canton et les communes neuchâteloises. Environ deux ans après la signature des documents, de nombreuses mesures ont été imaginées, initiées voire déjà réalisées dans les quatre Régions et le forum sera l'occasion de les présenter largement.
En juin 2020, dans le cadre de la nouvelle législature, les APS ont été reconduits jusqu'en 2024 par les régions neuchâteloises et leurs communes, l’État de Neuchâtel et le RUN.
En février 2024, le processus APS connait une simplification. Les quatre accords régionaux en deviennent un seul, regroupant les quatre positionnements dans un même document chapeauté d'un chapitre transversal et signé par les communes de toutes les régions et le Conseil d'Etat. Des thématiques transversales sont définies, ainsi que 14 mesures-phares réparties dans les quatre régions. Le processus de travail est aussi simplifié. L'ensemble des adaptations tendent vers une consolidation des régions et un développement de l'interrégionalité.

## Objectifs
Dans un préambule, chaque APS rappelle le rôle moteur désormais joué par les espaces urbains pour le rayonnement du territoire cantonal et réitère la position centrale de l'agglomération neuchâteloise et de ses deux pôles urbains. Ils consolident la stratégie de développement territorial du Réseau urbain neuchâtelois, la présence d'une agglomération unique, basée sur deux centres urbains, et de quatre régions remplissant des rôles et possédant des atouts propres et complémentaires. Ils confirment également les piliers que constituent l'alliance indispensable des villes et des régions pour impliquer l’ensemble du territoire, tant dans l’effort de développement que dans ses retombées positives, dans un esprit de partenariat.
Les APS définissent les éléments qui font de chacune des régions un lieu unique : les espaces de liberté et création, le foisonnement culturel ainsi que l'horlogerie dans les Montagnes neuchâteloises, la relation forte de Val-de-Ruz avec la terre, la nature et le développement durable en général, la trilogie lac-vigne-forêt et l'innovation sur le Littoral, l'Absinthe et le Creux du Van au Val-de-Travers ! L'identité territoriale des quatre régions est ainsi clairement affirmée et déclinée. Les accords définissent également le rôle de chacune des régions dans des thématiques cantonales stratégiques comme l'attractivité résidentielle ou la dynamique touristique et culturelle. Ce qui permet de concentrer les moyens et l'énergie dans les atouts de chacune des régions pour souligner les complémentarités et que l'ensemble soit cohérent. Enfin, la définition d'objectifs de développement permet de donner des orientations claires aux projets des communes, des régions, du Canton ou encore d'autres acteurs du développement régional.
Cette alliance s'inscrit dans la continuité des contrats de région et d'agglomération, conclus entre les autorités communales et l'État de Neuchâtel entre 2007 et 2010, à la suite de la création de l'Association RUN. Les APS donnent un souffle nouveau aux collaborations entre l'État et les régions qui unissent leurs forces avec les acteurs régionaux publics et privés, pour construire l'avenir du canton de Neuchâtel. Loin de constituer une fin en soi, ils offrent un nouvel outil au renforcement des liens et de la concertation entre l'État et les régions et sont donc une base pour bâtir leur développement futur. Le Programme de législature du gouvernement en tiendra compte et pour leurs outils de planification stratégiques, les communes et régions pourront s'y aligner.